# Давид, Корнель
Корнель Давид (венг. Dávid Kornél; род. 22 октября 1971, Надьканижа, Зала) — венгерский профессиональный баскетболист, игравший на позиции тяжёлого форварда. Он единственный венгр, игравший в НБА.

## Ранние годы
Давид нгачал играть в баскетбол в юниорской команде «Гонвед» и дебютировал за основу в сезоне 1987/1988. В следующем сезоне он подписал контракт с «Малев». В сезоне 1990/1991 он вернулся в «Гонвед». В 1994 году «Альбакомп» подписали Давида.

## Карьера в НБА
1 октября 1997 года «Чикаго Буллз» подписал Давида и отказался от него 28 октября. Затем он провел часть сезона 1997/1998 с «Рокфорд Лайтнинг» в КБА, но в декабре 1997 года он покинул клуб. Позже он вернулся в Венгрию, где был подписан «Альбакомп» на оставшуюся часть сезона. Часть следующего сезона он также проведет за клуб из Секешфехервара.
21 января 1999 года Давид был подписан «Чикаго Буллз» в качестве свободного агента, а в январе 2000 года от него отказались. Несколько дней спустя он подписал первый из двух последовательных 10-дневных контрактов с «Кливленд Кавальерс». Затем в феврале он вернулся в Венгрию и был подписан на оставшуюся часть сезона с «Альбакомп». В августе 2000 года Давид подписал контракт с «Торонто Рэпторс» в качестве свободного агента, а в феврале 2001 года его обменяли в «Детройт Пистонс».
Давид сыграл 109 игр в НБА, набирая в среднем 5,0 очка и 2,8 подбора за игру. В 2017 году был снят ретроспективный короткометражный документальный фильм о его карьере в НБА под названием «Kornél on Tour».

## Карьера после НБА
На сезон 2001/2002 он поехал во Францию , подписав в ноябре контракт со «Страсбуром». Позже Давид перешёл в литовский «Жальгирис» на сезон 2002/2003, где команде помог выиграть национальный чемпионат.
На сезон 2003/2004 он отправился в Испанию, взяв номер 18 в клубе «Керамика». Давид сыграл решающую роль в первой игре команды в «Финале четырех». За сезон он набирал в среднем 10,3 очка и 4,2 подбора. В октябре 2010 года он был назначен директором по международному скаутингу команды «Финикс Санз».
В декабре 2012 года Давид стал президентом венгерского клуба «Альбакомп».

## Личная жизнь
Женат на гандболистке Фружиной Азари. Их первенец Далтон Барнабас родился в июле 2017 года. Их второй сын Бенедикт Мор родился также в июле, но в 2021 году.

## Статистика

### Статистика в НБА
| Сезон                                                                                    | Команда  | Регулярный сезон | Регулярный сезон | Регулярный сезон | Регулярный сезон | Регулярный сезон | Регулярный сезон | Регулярный сезон | Регулярный сезон | Регулярный сезон | Регулярный сезон | Регулярный сезон | Серия плей-офф | Серия плей-офф | Серия плей-офф | Серия плей-офф | Серия плей-офф | Серия плей-офф | Серия плей-офф | Серия плей-офф | Серия плей-офф | Серия плей-офф | Серия плей-офф |
| Сезон                                                                                    | Команда  | GP               | GS               | MPG              | FG%              | 3P%              | FT%              | RPG              | APG              | SPG              | BPG              | PPG              | GP             | GS             | MPG            | FG%            | 3P%            | FT%            | RPG            | APG            | SPG            | BPG            | PPG            |
| ---------------------------------------------------------------------------------------- | -------- | ---------------- | ---------------- | ---------------- | ---------------- | ---------------- | ---------------- | ---------------- | ---------------- | ---------------- | ---------------- | ---------------- | -------------- | -------------- | -------------- | -------------- | -------------- | -------------- | -------------- | -------------- | -------------- | -------------- | -------------- |
| 1998/99                                                                                  | Чикаго   | 50               | 6                | 18,0             | 44,9             | 0,0              | 81,1             | 3,5              | 0,8              | 0,5              | 0,3              | 6,2              | Не участвовал  | Не участвовал  | Не участвовал  | Не участвовал  | Не участвовал  | Не участвовал  | Не участвовал  | Не участвовал  | Не участвовал  | Не участвовал  | Не участвовал  |
| 1999/00                                                                                  | Чикаго   | 26               | 5                | 17,0             | 42,6             | 0,0              | 80,8             | 2,8              | 0,6              | 0,5              | 0,1              | 6,5              | Не участвовал  | Не участвовал  | Не участвовал  | Не участвовал  | Не участвовал  | Не участвовал  | Не участвовал  | Не участвовал  | Не участвовал  | Не участвовал  | Не участвовал  |
| 1999/00                                                                                  | Кливленд | 6                | 0                | 5,2              | 44,4             | -                | 75,0             | 1,3              | 0,2              | 0,7              | 0,2              | 1,8              | Не участвовал  | Не участвовал  | Не участвовал  | Не участвовал  | Не участвовал  | Не участвовал  | Не участвовал  | Не участвовал  | Не участвовал  | Не участвовал  | Не участвовал  |
| 2000/01                                                                                  | Торонто  | 17               | 0                | 8,2              | 51,7             | -                | 92,3             | 1,9              | 0,2              | 0,1              | 0,2              | 2,5              | Не участвовал  | Не участвовал  | Не участвовал  | Не участвовал  | Не участвовал  | Не участвовал  | Не участвовал  | Не участвовал  | Не участвовал  | Не участвовал  | Не участвовал  |
| 2000/01                                                                                  | Детройт  | 10               | 0                | 6,9              | 45,5             | -                | -                | 1,9              | 0,3              | 0,4              | 0,1              | 2,0              | Не участвовал  | Не участвовал  | Не участвовал  | Не участвовал  | Не участвовал  | Не участвовал  | Не участвовал  | Не участвовал  | Не участвовал  | Не участвовал  | Не участвовал  |
|                                                                                          | Всего    | 109              | 11               | 14,5             | 44,6             | 0,0              | 81,7             | 2,8              | 0,6              | 0,4              | 0,2              | 5,0              | Не участвовал  | Не участвовал  | Не участвовал  | Не участвовал  | Не участвовал  | Не участвовал  | Не участвовал  | Не участвовал  | Не участвовал  | Не участвовал  | Не участвовал  |
| Наведите курсор мыши на аббревиатуры в заголовке таблицы, чтобы прочесть их расшифровку. |          |                  |                  |                  |                  |                  |                  |                  |                  |                  |                  |                  |                |                |                |                |                |                |                |                |                |                |                |